# Luděk Vele
Luděk Vele (* 30. listopadu 1951 Turnov) je český operní pěvec.

## Životopis
Začal studovat gymnázium, ale moc ho to zjevně nebavilo, a proto toho nechal a uchytil se jako kulisák v libereckém Divadle F. X. Šaldy. V té době začal navštěvovat v Liberci Lidovou školu umění u pedagoga Josefa Brady, který jej počal zasvěcovat pěveckému umění. Následně se přihlásil se ke studiu zpěvu na Pražské konzervatoři. Nebyl sice přijat, ale zkusil to v Brně, kde u zkoušek uspěl a studoval tam rok u profesorky Jakoubkové. Po roce přestoupil na Pražskou konzervatoř, kde studoval u profesora Jaroslava Horáčka a Hanuše Theina. V posledním roce studia přijal angažmá v Divadle F. X. Šaldy v Liberci. Oblastní scéna mu umožnila rychle umělecky vyzrát a v krátké době zde vytvořil řadu rolí. V roce 1978 poprvé hostovala v pražském Národním divadle v roli Beneše v Čertově stěně a v roce 1983 byl do Národního divadla angažován. Luděk Vele se zabývá pořádáním letních operních představení pod širým nebem. Jsou to jak benefiční vystoupení na hradě Grabštejn, pořádané od roku 1993, tak i zářijové účinkování v pražském letním divadle v Šárce u Čertova mlýna.
Obdržel dvě ceny Thálie, za rok 1995 v kategorii hudebního divadla - opera, opereta, muzikál za mimořádný výkon v roli Chrudoše ve hře Libuše a za rok 1996 v kategorii opera v roli barona Ochse von Lerchenau ve hře Růžovém kavalírovi v Národním divadle v Praze. Dne 25. února 2021 obdržel od ministra kultury medaile Artis Bohemiae Amicis.

## Operní role

### Divadlo F. X. Šaldy
- Braniboři v Čechách (Bedřich Smetana)
- Tosca (Giacomo Puccini)
- Prodaná nevěsta (Bedřich Smetana)
- Tajemství (Bedřich Smetana)
- Čertova stěna (Bedřich Smetana)
- Rusalka (Antonín Dvořák)
- Jakobín (Antonín Dvořák)
- Čert a Káča (Antonín Dvořák)
- Don Giovanni (Wolfgang Amadeus Mozart)
- Lazebník sevillský (Gioacchino Rossini)
- Don Carlos (Giuseppe Verdi)
- Faust (Charles Gounod)
- Cikánský baron (Johann Strauss mladší)
- Krásná Helena (Jacques Offenbach)

### Národní divadlo
- Čertova stěna (Bedřich Smetana)
- Prodaná nevěsta (Bedřich Smetana)
- Čert a Káča (Antonín Dvořák)
- Psohlavci (Karel Kovařovic)
- Řecké pašije (Bohuslav Martinů)
- Zuzana Vojířová (Jiří Pauer)
- Tajemství (Bedřich Smetana)
- Hubička (Bedřich Smetana)
- Libuše (Bedřich Smetana)
- Dalibor (Bedřich Smetana)
- Dvě vdovy (Bedřich Smetana)
- Růžový kavalír (Richard Strauss)

### Národní divadlo moravskoslezské
- Prodaná nevěsta (Bedřich Smetana)
- Čarostřelec (Carl Maria von Weber)